# Keith Ackerman
Keith Lynn Ackerman (* 3. August 1946 in McKeesport, Pennsylvania) ist ein ehemaliger anglikanischer Bischof der Episkopalkirche der Vereinigten Staaten von Amerika. Er war von 1994 bis 2008 der 8. Bischof von Quincy mit Sitz in Peoria, Illinois.

## Leben
Er promovierte 1971 mit dem Bachelor of Science am Marymount College in Salina, Kansas und erhielt 1974 seinen Master of Divinity und 1994 seinen Doctor of Divinity am Nashotah House Seminary in Nashotah, Wisconsin. Im April 1974 wurde er zum Diakon ordiniert und erhielt im Dezember seine Priesterweihe in Long Island, Kansas, durch den Bischof von Western Kansas William Davidson. Er diente von 1974 bis 1976 als Kurat an der Church of the Transfiguration in Freeport, New York und danach als Rektor der St. Mary’s Church in Charleroi, Pennsylvania und ab 1989 Rektor der St. Mark’s Church in Arlington, Texas. Am 24. Juni 1994 wurde er durch Edmond Lee Browning sowie Edward Harding MacBurney und Donald James Parsons in der St. Paul’s Cathedral in Peoria zum Bischof geweiht. Aufgrund der Frauenordination in der Episkopalkirche trat er vom Amt des Bischofs von Quincy am 1. November 2008 zurück. Zu der Zeit trat die Mehrheit seiner Diözese zur Iglesia Anglicana del Cono Sur de América über, die keine Frauenordination vornimmt. Er heiratete am 19. August 1967 Joann Bevacqua und hat drei Kinder. Ackerman lebt heute in Keller, Texas und ist derzeitiger Präsident der Forward in Faith North America, einer anglo-katholischer Bewegung. Am 16. Oktober 2009 akzeptierte der Presiding Bishop den Austritt von Ackerman aus der Episkopalkirche. Derzeit ist er Bischofsvikar der Diözese Quincy der Anglican Church in North America.

## Bücher
- 1992 – Why We Do What We Do: A Manual on the Eucharist, Dovetracts Publications
- 1993 – The Work of the People: A Guide to the Eucharist, Dovetracts Publications
- 2001 – (mit Joann Ackerman) To God be the Glory: Growing Towards a Healthy Church, Dovetracts Publications